# Дялу-Маре (Марамуреш)
Дялу-Маре (рум. Dealu Mare) — село у повіті Марамуреш в Румунії. Входить до складу комуни Короєнь.
Село розташоване на відстані 369 км на північний захід від Бухареста, 38 км на південний схід від Бая-Маре, 66 км на північ від Клуж-Напоки.

## Населення
За даними перепису населення 2002 року у селі проживали 135 осіб, усі — румуни. Усі жителі села рідною мовою назвали румунську.